# 市川治
市川 治（いちかわ おさむ、1936年6月21日 - 2009年1月2日）は、日本の俳優、声優。埼玉県熊谷市出身。フリー。新日本企画代表を務めた。

## 生涯
小学生の時、終戦の影響で教科書に墨を塗られるなど学校では十分な教育を受けることができる状態ではなかったといい、家に大量にある本を片っ端から読む生活を送る。小学4年生の時、自習時間に皆の前で童話を話して聞かせていたところ評判となり、学芸会で主役を務めた。小学5年生の時（1947年）にはNHKラジオの生放送で唱歌を披露したことがあったほか、小学6年生の時には劇のアナウンサーをしたという。
中学時代は放送演劇部へ入部。埼玉県立熊谷高等学校在学中は演劇部に所属していた。
高校卒業後、父の会社が倒産した影響で大学進学を断念し貿易商社に就職するも、小学生時代に学芸会に出てから好きだった芝居への思いが断ち切れず、俳優養成所に通うなど演劇の勉強を始める。その後退職し、サンドイッチマンやクラブのマネージャーなど20種以上の職を経て、1955年、劇団森の会入団。1956年、劇団泉座に移籍。1957年、テアトル・エコーに移籍。同劇団の方針でテレビ映画などの吹き替えをこなすうち、声優としての仕事が増えていったという。
アニメでは、1965年に『スーパージェッター』のジェッター役で主演するなど草創期から活躍。第1次声優ブームの牽引役を務めた。その後、長浜忠夫の作品に多く出演し、敵方の「美形キャラクター」を演じた。アニメの悪役はダミ声でいかにも悪役という姿のキャラクターが多かった当時に美形の悪役像を確立し、後のアニメ界にも大きな影響を与えた。
所属は、TBS放送劇団、プレイヤーズ・センター、劇団森の会、劇団泉座、テアトル・エコー、NPSテアトル、アーツビジョンを経て、最終はフリーランスで活動。
1980年代後半、喉を痛めたことで声優の仕事を休業していた時期がある。この間に英語教材の制作などに携わる総合プロデューサーとしての活動も始め、上越新幹線の車内で流れた“ご当地チャイム”を発案。取得した特許の管理のため新日本企画を設立した。また、声優業では後進の育成にもあたるようになっていた。
2009年1月2日、入浴中に体調を悪くし、心不全で死去。72歳没。遺作は同年3月稼働の業務用ゲーム『機動戦士ガンダム ガンダムVS.ガンダム NEXT』のノリス・パッカード役であった。

## 特色・人物
声種はハイバリトン。
若者のみならず、中年男性や老境に差し掛かった人物なども数多く演じ、役柄の幅は広い。自身に一番近い役は『ろぼっ子ビートン』のノーベルさんだという。
テアトル・エコーが担当した『仮面ライダー』や『変身忍者 嵐』では、池水通洋との共演が知られている。『ウルトラマンA』でのゾフィーのようなヒーロー役や『仮面ライダーストロンガー』でマシーン大元帥などのボスキャラクターも多く演じている。
趣味・特技は歴史旅行、映像制作、野球。
好きな言葉は「失敗を恐れるな、冒険をせよ」。
弟がいた。既婚者で、息子が2人いた。

## エピソード
悪役では、悪そうな声や唸り声では同世代の沢りつおや柴田秀勝らに敵わないため、セリフの鋭さや怖さを強調した知的な悪役とすることを意識していた。また、セリフを重視していたためドラ声で喋ってイントネーションがおかしくなることを嫌っており、現場でもそれを汲んでセリフの多い役が増えていったという。
ガルーダやハイネルなど美形キャラクターについて、彼らの最期が描かれるエピソードのアフレコ日には、事前に風呂に入って身体を清めるなど気持ちを整えて収録に臨んだと語っている。
外国人役は日本語の単語を英語に置き換えるのがコツであるとし、自身の得意なパターンであったと述べている。
『仮面ライダー』では主演の藤岡弘、が失踪した際に、第66話・第67話で仮面ライダー1号の代行アフレコを務めた。現場ではぎりぎりまで藤岡が現れるのを待っており、不安な中で演じたという。
『超電磁ロボ コン・バトラーV』や『超電磁マシーン ボルテスV』では、新人の頃の三ツ矢雄二や白石ゆきながに対して演技指導をしていた。
自身が演じた思い出深いキャラクターには『超電磁マシーン ボルテスV』のハイネル役を挙げている。最終回でのハイネルの｢カザリーーーン！｣という叫びは、スタジオ後部のガラス窓を計算したうえで利用し、エフェクトなどの編集処理を一切使わずに表現している。
『仮面ライダー』のロケ地にもなった東京都町田市の鶴川団地に長年住み、自治会や草野球の監督、野菜の直売会開催など地域活動にも積極的だった。後に引っ越した住居も団地のすぐそばで団地の人々との交流も続き、最後まで町田に住み続けた。

## 後任
市川の死後、持ち役を引き継いだ人物は以下の通り。
| 後任     | 役名                   | 作品                            | 後任の初出演                             |
| -------- | ---------------------- | ------------------------------- | ---------------------------------------- |
| 内田夕夜 | ルイス・ディクソン博士 | 『新・猿の惑星』                | WOWOW版追加収録部分                      |
| 間宮康弘 | ノリス・パッカード     | 『機動戦士ガンダム 第08MS小隊』 | 『ガンダムジオラマフロント』             |
| 島田敏   | 大将軍ガルーダ         | 『超電磁ロボ コン・バトラーV』  | 『CRぱちんこ超電磁ロボ コン・バトラーV』 |

## 出演
太字はメインキャラクター。

### テレビアニメ
1963年
- エイトマン（ロケット機コンテストアナウンサー）
- 鉄腕アトム (アニメ第1作)（パール星人隊長、デッド・クロス殿下、ブロンX、ダン、ロボット三銃士、山本えいいち、ロビオ、タップ、トビオ 他）

1965年
- ジャングル大帝（チーター）
- スーパージェッター（ジェッター）

1966年
- ハリスの旋風（サーハラ東郷）

1968年
- あかねちゃん（徳川くん）
- サイボーグ009（1968年版）
- サスケ（柳生十兵衛）

1969年
- 海底少年マリン（ハッツ、ヴァイキングの男たち、アナウンサー）
- ひみつのアッコちゃん（第1作）（1969年 - 1970年、佐藤先生、黒井、青年、黒岩）

1970年
- 赤き血のイレブン（美杉純）
- サザエさん（タチバナ先生）
- いなかっぺ大将（デパート店員、理髪店の客、保線夫）
- タイガーマスク（1970年 - 1971年、高岡拳太郎〈少年時代〉、チャキル・ランパファ / キング・ジャガー）
- ばくはつ五郎（小島、細川忠文）
- 魔法のマコちゃん（茂野アキラ〈初代〉）

1971年
- アニメンタリー 決断
- 国松さまのお通りだい（サーハラ東郷、部員A）
- 原始少年リュウ（1971年 - 1972年）
- ルパン三世 (TV第1シリーズ)（警官）

1972年
- 科学忍者隊ガッチャマン（船長、水夫、ギャラクター戦闘員）
- 正義を愛する者 月光仮面（テレビアナウンサー、杉山博士、戦闘員 他）

1973年
- エースをねらえ!（1973年 - 1974年）
- 荒野の少年イサム
- 侍ジャイアンツ（チームメイト）
- ど根性ガエル（1972年版）（1973年 - 1974年、アナウンサー 他）
- 山ねずみロッキーチャック（パディー）

1974年
- 柔道讃歌（ナレーション、吉岡、津山 他）
- 小さなバイキングビッケ（シンジバット）

1975年
- 勇者ライディーン（1975年 - 1976年、シャーキン）
- ラ・セーヌの星（エチアンヌ、カルロ）

1976年
- 超電磁ロボ コン・バトラーV（大将軍ガルーダ、総統ワルキメデス、ケロッペ）
- ドカベン（1976年 - 1979年、平手、不知火守、アナウンサー、岡村アナウンサー）
- UFO戦士ダイアポロン（ナレーター）
- UFO戦士ダイアポロンII（ナレーション）
- ろぼっ子ビートン（ノーベルさん〈初代〉）

1977年
- おれは鉄兵
- 激走!ルーベンカイザー（ジョディ・コリンズ）
- 新・巨人の星（実況アナウンサー、球場職員、観客）
- 超電磁マシーン ボルテスV（1977年 - 1978年、ハイネル）
- 氷河戦士ガイスラッガー（五郎）
- ルパン三世 (TV第2シリーズ)（1977年 - 1979年）

1978年
- 宇宙戦艦ヤマト2（ミル）
- 科学忍者隊ガッチャマンII（ジェフ、カール、マーストラ）
- 闘将ダイモス（1978年 - 1979年、リヒテル）

1979年
- SF西遊記スタージンガー（アナウンサー）
- 科学忍者隊ガッチャマンF（マーストラ）
- 銀河鉄道999 君は戦士のように生きられるか!!（化石の戦士）
- ゼンダマン（キラーク・ケント / パーパーマン）
- 日本名作童話シリーズ 赤い鳥のこころ「走れメロス」（メロス）
- 巴里のイザベル（アンドレイア）
- ベルサイユのばら（1979年 - 1980年）
- 未来ロボ ダルタニアス（1979年 - 1980年、クロッペン、ナレーター）

1982年
- まんが水戸黄門（お頭）
- 超時空要塞マクロス（ボドルザー司令官）

1983年
- イタダキマン（キャットル）

1988年
- 鎧伝サムライトルーパー（ケンブキョウ）

1991年
- 美味しんぼ（古吉伸一）
- 21エモン（チョーキューメー）

1992年
- 伝説の勇者ダ・ガーン（1992年 - 1993年、郷上大佐）

1995年
- 新機動戦記ガンダムW（カーンズ）

1996年
- シティーハンター ザ・シークレット・サービス（日影）

1999年
- 星方天使エンジェルリンクス（トカチェフ）
- ベターマン（梅崎）

2003年
- 宇宙のステルヴィア（セルゲイ・ロスコフ）
- 名探偵コナン（諸角明）
- ヤミと帽子と本の旅人（不知火烈堂）

2005年
- うえきの法則（ザック）

2006年
- ブラック・ジャック（クローネン博士）

### 劇場アニメ
- スーパージェッター（1965年、ジェッター）
- 海底3万マイル（1970年）
- パンダコパンダ（1972年、いじめっ子[30]）
- さらば宇宙戦艦ヤマト 愛の戦士たち（1978年、ミル[31][1]）
- 超時空要塞マクロス 愛・おぼえていますか（1984年、ゴル・ボドルザー[1]）
- 機動戦士ガンダム0083 ジオンの残光（1992年、オサリバン常務[1]）

### OVA
- インフェリウス惑星戦史外伝 CONDITION GREEN（1991年、ティース・カトラグ）
- 機動戦士ガンダム0083 STARDUST MEMORY（1991年、オサリバン常務）
- ジャイアントロボ THE ANIMATION -地球が静止する日（1995年 - 1998年、マスク・ザ・レッド）
- 機動戦士ガンダム 第08MS小隊（1996年、ノリス・パッカード[32][33]）
- 鉄腕バーディー（1996年、氷川）

### ゲーム
2009年以降の出演作は生前の収録音声を使用したライブラリー出演。
1996年
- 新スーパーロボット大戦（プリンス・ハイネル、プリンス・シャーキン）

1997年
- スーパーロボット大戦F（ガルーダ）

1998年
- 機動戦士ガンダム ギレンの野望（ノリス・パッカード）
- スーパーロボット大戦F完結編（ガルーダ）

1999年
- SDガンダム GGENERATION（1999年 - 2016年、ノリス・パッカード、ギルバート・タイラー） - 12作品
- スーパーロボット大戦コンプリートボックス（プリンス・シャーキン、ガルーダ）

2000年
- 機動戦士ガンダム ギレンの野望 ジオンの系譜（ノリス・パッカード）
- スーパーロボット大戦α（プリンス・シャーキン、ガルーダ、プリンス・ハイネル、ゴル・ボドルザー）

2001年
- スーパーロボット大戦α外伝（プリンス・シャーキン）
- スーパーロボット大戦α for Dreamcast（プリンス・シャーキン、ガルーダ、プリンス・ハイネル、ゴル・ボドルザー）

2002年
- 機動戦士ガンダム ギレンの野望 ジオン独立戦争記（ノリス・パッカード、ブレニフ・オグス）
- スーパーロボット大戦IMPACT（ノリス・パッカード、プリンス・シャーキン、ガルーダ、総統ワルキメデス）

2003年
- スーパーロボット大戦Scramble Commander（プリンス・シャーキン）
- 第2次スーパーロボット大戦α（プリンス・ハイネル、リヒテル）

2004年
- 宇宙のステルヴィア（セルゲイ・ロスコフ）
- ジャイアントロボ THE ANIMATION -地球が静止する日（マスク・ザ・レッド）
- スーパーロボット大戦GC（ノリス・パッカード、クロッペン）
- テイルズ オブ リバース（ドクター・バース）

2005年
- Another Century's Episode
- 第3次スーパーロボット大戦α 終焉の銀河へ（総統ワルキメデス、プリンス・ハイネル、リヒテル）

2006年
- Another Century's Episode2（ボドルザー）
- ガンダムバトルロワイヤル（ノリス・パッカード）
- 機動戦士ガンダム クライマックスU.C.（ノリス・パッカード）
- スーパーロボット大戦XO（ノリス・パッカード、クロッペン）

2007年
- ガンダムバトルクロニクル（ノリス・パッカード）
- スーパーロボット大戦Scramble Commander the 2nd（総統ワルキメデス）

2008年
- 機動戦士ガンダム ガンダムVS.ガンダム（ノリス・パッカード）
- スーパーロボット大戦A PORTABLE（プリンス・ハイネル、リヒテル、ノリス・パッカード、総統ワルキメデス）

2009年
- 機動戦士ガンダム ガンダムVS.ガンダムNEXT（ノリス・パッカード）
- マクロスアルティメットフロンティア（ボドル・ザー、ゴル・ボドルザー）

2010年
- 機動戦士ガンダム エクストリームバーサス（2010年 - 2016年、ノリス・パッカード） - 4作品

2011年
- マクロストライアングルフロンティア（ゴル・ボドルザー）

2012年
- 機動戦士ガンダム オンライン（ノリス）

2017年
- ガンダムバーサス（ノリス・パッカード）

2018年
- 機動戦士ガンダム エクストリームバーサス2（2018年 - 2025年、ノリス・パッカード） - 4作品

2019年
- スーパーロボット大戦DD（2019年 - 2025年、ガルーダ、プリンス・シャーキン）

2022年
- SDガンダム バトルアライアンス（ノリス・パッカード）

2024年
- モンスターストライク（ノリス・パッカード）

### ドラマCD
- インフェリウス惑星戦史外伝 CONDITION GREEN（ティース・カトラグ）
- テイルズ オブ リバース（ケビン・バース）
- 勇者王ガオガイガー スペシャルドラマ4 〜ID5は永遠に…〜（プロフェッサー・モズマ）

### ラジオドラマ
- 銀河鉄道999（化石の戦士）
- オールナイトニッポン さらば宇宙戦艦ヤマト（ミル）

### 吹き替え

#### 映画
- いとこ同志（フィリップ〈アンドレ・ジョリセン〉）
- 宇宙水爆戦（ブラック〈ランス・フラー〉）
- ウォタルー街（テッド・パーヴィス〈スチュワート・グレンジャー〉）
- 海底決戦隊（マネージャー〈アンドレア・スコッティ〉、トルコ人3）
- 片腕ドラゴン（マー・ムー・トン）※コレクターズ・エディション版
- キューティ・ブロンド
- キー・ラーゴ（クライド・ソーヤー副保安官〈ジョン・ロドニー〉）
- 騎兵隊（北軍大尉）※NETテレビ版
- キング・コング（ジャック・ドリスコル）※フジテレビ版
- 空中大脱走（デイヴィス〈ポール・コスロ〉）
- 群盗荒野を裂く（ビル・テイト〈ルー・カステル〉）
- グリーン・ベレー
- 荒野の七人※NET版
- コマンド戦略（カードウェル）※TBS版
- サムライ（殺し屋）※TBS版
- ジャックと悪魔の国（ジャック〈カーウィン・マシューズ〉）
- 新・猿の惑星（ルイス・ディクソン博士[37]〈ブラッドフォード・ディルマン〉）
- 素敵な年頃（メリック〈チャド・エヴェレット〉）
- 成功の甘き香り（スティーヴ・ダラス〈マーティン・ミルナー〉）
- メリック（チャド・エヴェレット）!外人部隊（デューク・シンクレア〈デビッド・ジャンセン〉）
- ダンディー少佐（ティム・ライアン〈マイケル・アンダーソン・Jr.〉）※TBS版
- 太平洋作戦（ブライス中尉〈ドン・テーラー〉）※テレビ版2
- 追撃機（ペル中尉〈ロバート・ワグナー〉）
- ドラゴン・カンフー/龍虎八拳（フォー・パー・フォング〈カサノヴァ・ウォン〉）
- ドラゴン危機一発（シュウ・シェン〈ジェームズ・ティエン〉）
- バニー・レークは行方不明（スティーブン・ケラー〈キア・デュリア〉）
- バレン（マルコ・ダグリュエム）
- バーボン・ストリート（ケニー〈バン・ウィリアムズ〉）
- 炎のロシア戦線（〈グレン・バーノン〉）
- 夜の大捜査線/霧のストレンジャー

#### ドラマ
- アウター・リミッツ（バート・キャボット、フランシス・ハドレー）
- 宇宙家族ロビンソン（ドン・ウエスト少佐〈マーク・ゴダード〉）
- 奥さまは魔女（TV司会者、スタッフ）※第211話
- 警部マクロード
- 刑事コロンボ
- 原子力潜水艦シービュー号（ライリー〈アラン・ハント〉）
- コンバット!（ビリー・ネルソン〈2代目〉、クラウン 他）
- スパイ大作戦
  - 武器弾薬を渡すな（ルーレット係）
  - 偽造フィルムを暴露せよ！
  - 死のロープウェイ（ジェニング）
  - 暗号名はC6（ピート）
  - 極秘指令地獄からの脱出（アポロ）
  - 将軍の仮面をはがせ（レイノルズ）
- 0011ナポレオン・ソロ（U.N.C.L.E. 通信担当員、グレゴリー）
- 逃亡者　#9(マイルズ<クリス・ロビンソン>)、#12(アーニー<ポール・カー>)、（#97 ハウイー・キーヴァー<ティム・コンシダイン>、ラリー、大学研究員）、#105(ラリー<ロバート・ドイル>)、#111
- 特攻ギャリソン・ゴリラ #11（ヤナス〈ジョン・サクソン〉）
- ローハイド（マッシ、ノーム 他）
- 若者の河（トム・トム・デウィット〈テッド・ベッセル〉）

#### アニメ
- クマゴローの宇宙猛レース（キャプテングッド）
- スクービー・ドゥー（ハンサム）
- 指輪物語（レゴラス）

#### 海外人形劇
- 海底大戦争 スティングレイ
  - 出た! 海底インディアン（ジャック）
  - 深海の人質（動力ステーション）
  - 海底戦車現る（レーダー・ステーション）
  - 危うし! マリンビル基地（レーダー・ステーション）
- キャプテン・スカーレット
  - ブラック大尉を探せ
  - ミステロン探知機を出せ!（守衛）
  - アルプス上空の危機（ジョー）
- サンダーバード
  - 火星ロケットの危機（デイブ・クレイトン）
  - 秘密作戦命令（デイヴ・クレイトン）
  - サンダーバード6号（ジョン・トレーシー[1]）※劇場公開版
- ジョー90 連続ジェット機墜落のなぞ（フランク・キャスパー副操縦士）
- スーパーカー
  - スーパーカー誕生（ビル・ギブソン）※フジテレビ版
  - 海底からの脱出 ※フジテレビ版
  - 砂漠の待ち伏せ（ビル・ギブソン）※フジテレビ版
  - 危うし! 原子力機関車（ヘリコプター）※フジテレビ版
- ロンドン指令X コンピューター・スパイ（警官）

### 特撮
1968年
- ガンマー第3号 宇宙大作戦（モリス中尉）
- マイティジャック（ファン・マニエル・ペレスの声、Q副官の声）

1969年
- 怪奇大作戦（新聞記者の声 他）

1971年
- 帰ってきたウルトラマン（ラジオのアナウンサーの声）
- 仮面ライダー（ハインリッヒの声、再生人間蝙蝠の声、狼男の声）

1972年
- ウルトラシリーズ
  - 帰ってきたウルトラマン（ヤメタランスの声）
  - ウルトラマンA（ゾフィーの声）

- 仮面ライダーシリーズ
  - 仮面ライダー（海蛇男の声、エレキボタルの声、イノカブトンの声）
  - 仮面ライダー対じごく大使（再生ゴキブリ男の声、再生キノコモルグの声、再生ムササビードルの声）

- 緊急指令10-4・10-10（ロック星人司令官の声）
- 変身忍者 嵐（1972年 - 1973年、化身忍者の声）
- ミラーマン（スピーカーの声）

1973年
- ウルトラマンA（水瓶座第三星人の声）
- 仮面ライダーシリーズ
  - 仮面ライダー（ショッカーライダー2号の声）
  - 仮面ライダーV3（カミソリヒトデの声、ヒーターゼミの声）

- ゴジラ対メガロ（ナレーション、海底王国無電員の声）
- ジャンボーグA（PAT基地の警報アナウンス、ラジオアナウンサー）
- 日本沈没（1973年版）（ナレーション、警視庁緊急通信の声）

1974年
- SFドラマ 猿の軍団（ラグーの声）
- 仮面ライダーシリーズ
  - 仮面ライダーX（鳥人イカルスの声、ユリシーズの声、サラマンドラの声、トカゲバイキングの声）
  - 仮面ライダーアマゾン（獣人吸血コウモリの声、アナウンサーの声、獣人ヤマアラシの声）

- ゴジラ対メカゴジラ（ラジオアナウンサーの声）
- ノストラダムスの大予言（暗号を読み上げる司会者、カーラジオの声）

1975年
- SFドラマ 猿の軍団（ゾーンの声）
- 仮面ライダーシリーズ
  - 仮面ライダーアマゾン（トゲアリ獣人の声、ハンミョウ獣人の声）
  - 仮面ライダーアマゾン（映画）（アナウンサーの声）
  - 仮面ライダーストロンガー（奇械人クラゲの声、奇械人ブブンガーの声、サメ奇械人の声、鋼鉄参謀の声、マシーン大元帥の声、再生サメ奇械人の声）

- 秘密戦隊ゴレンジャー（警報アナウンスの声）

1976年
- 円盤戦争バンキッド（エクスズ少佐の声、オーダコフ大尉の声）
- ザ・カゲスター（アリジゴクの声）
- 超神ビビューン（ブルブルの声）

1977年
- 円盤戦争バンキッド（エフゾロ中佐の声）
- 大鉄人17（ワンエイトの声）
- 超神ビビューン（再生サカサバシラの声、再生山鬼の声）
- バトルホーク（海骨の声）

1979年
- スカイライダー（ドクバチジンの声）

1980年
- スカイライダー（ゴキブリジンの声）

### テレビドラマ
- 鉄腕アトム 第1部（1959年、MBS） - ボーイ
- バンパイヤ 第17話「パンク・マシン大作戦」（1969年、CX） - バンパイヤC
- 恋愛術入門（1970年、国際放送、TBS）　
  - 第3話 「恋はそよ風にのって」 - 三吉の先輩・中村
  - 第13話「恋愛泥棒」 - 編集員
- 特別機動捜査隊 第525話「ポルノイン東京 女人百景」（1971年、NET） - 小山
- 飛び出せ!青春 第21話「学園の子連れ狼」（1972年、NTV） - 記者
- 日本沈没（1974年版） 第12話「危うし京の都」（1974年、TBS） - ニュースキャスター[注釈 5]
- 太陽にほえろ! 第177話「海に消えたか三億円」（1975年、NTV） - 会社員
- 気まぐれ本格派 第20話「大特訓は死の匂い?!」（1977年、NTV） - 車掌
- 熱中時代（NTV）
  - 教師編 第1シリーズ 第17話「ノコベンとメンコ大会」（1978年） - 警官
  - 教師編 第1シリーズ 第19話「熱中先生と恋の破れガサ」（1978年） - 上代田八丁目派出所の警官（小宮新八郎〈谷隼人〉の同僚）[注釈 6]
  - 刑事編 第18話「誘拐された娘たち」（1979年） - マンション管理人

### 映画
- 君よ憤怒の河を渉れ（1976年、大映） - 三沢基地管制官の声 ※ノンクレジット

### 舞台
- それからのブンとフン

### レコード・ソノシート
- ミスタージャイアンツ（ミスタージャイアンツ）※森田拳次原作の漫画をソノシート化した作品
- ミラクルA（郷姿郎）※朝日ソノラマ
- コマンドJ（コマンドJ）
- あかねちゃん 町っ子海っ子（カツオ）※朝日ソノラマ
- ジャイアントロボ ギロチン帝王の魔手（ナレーター）
- スーパージェッター 決闘‼︎ゴーストタウン（ジェッター）※朝日ソノラマ
- コン・バトラーV 恐怖の千羽鶴（大将軍ガルーダ、ナレーター）※ファンファニーシリーズ
- 野村トーイ『カセット8ムービー』（仮面ライダー / 本郷猛の声）※付属ソノシート版
- 闘将ダイモス（リヒテル提督）※ヤングエポック紙芝居ソノシート
- 巨人の星（星飛雄馬）※美研紙芝居ソノシート
- 柔道一直線（一条直也）※美研紙芝居ソノシート
- キャプテンウルトラ ※美研紙芝居ソノシート
- ウルトラQ（一平）※美研紙芝居ソノシート
- 魔法のマコちゃん①（シンイチ）※美研紙芝居ソノシート
- 謎の円盤UFO（ナレーター）※美研紙芝居ソノシート
- スーパーマン（ナレーター）※美研紙芝居ソノシート
- レモンの天使（ナレーター）※美研紙芝居ソノシート
- ロボット刑事（ロボット刑事K）※美研紙芝居ソノシート
- 仮面ライダーストロンガー（タイタン）※美研紙芝居ソノシート
- さらばウルトラマン（ナレーター）※美研紙芝居ソノシート
- 帰ってきたウルトラマン①（ナレーター）※美研紙芝居ソノシート
- ウルトラマン怪獣島救出作戦（ナレーター）※美研紙芝居ソノシート
- 帰ってきたウルトラマン②（ナレーター）※美研紙芝居ソノシート
- ミラーマン（鏡京太郎）※美研紙芝居ソノシート
- レッドマン（レッドマン）※美研紙芝居ソノシート
- かぐやひめ（車持皇子、石上中納言）※美研紙芝居ソノシート
- 西遊記（孫悟空）※美研紙芝居ソノシート
- アルプスの少女（クララのおとうさん）※美研紙芝居ソノシート
- あんじゅとずし王（山椒大夫、藤原師実）※美研紙芝居ソノシート
- 人魚姫（王子）※美研紙芝居ソノシート

### その他
- 朝日ソノラマ・ソノシート「超電磁マシーン ボルテスV」（1977年、ハイネル）
- オレたちひょうきん族（ジェッター）※オープニングナレーションとして出演
- 機動戦士ガンダム0079カードビルダー（ノリス・パッカード、オサリバン常務、ブレニフ・オグス）
- ノーマン（中条タク）
- コカ・コーラ「ラッセルヨーヨープレゼント編」（CMナレーション、1979年）
- モスラ アタック東京!（ナレーター）※8ミリフィルム
- 怪獣ジャイアントサンダ（ナレーター）※8ミリフィルム
- 怪獣No.1ゴジラ（ナレーター）※8ミリフィルム
- 巨竜マンダ（ナレーター）※8ミリフィルム
- ゴジラ宇宙へ行く!（ナレーター）※8ミリフィルム
- オール怪獣集合せよ!（ナレーター）※8ミリフィルム
- ジャンボ怪獣島（ナレーター）※8ミリフィルム
- 怪獣オリンピック（ナレーター）※8ミリフィルム